# Vijf preludes en fuga
De Vijf preludes en fuga is een compositie van Alfred Schnittke voor piano solo.
Schnittke schreef de vijf preludes en fuga toen hij nog in opleiding was aan het Conservatorium van Moskou. Hij volgde daar zowel de pianostudie als compositieleer. Voor dat eerste beet hij zich stuk op werken van Sergej Rachmaninov, Aleksandr Skrjabin, Frédéric Chopin en Edward Grieg (diens Pianoconcert). Ondertussen kreeg hij les van Jevgeny Goloebev, een leerling van de behoudende componist Nikolaj Mjaskovski. De stijl van de vijf preludes en fuga is dan ook behoudend van karakter, wellicht ook toe te schrijven aan de ban op al te moderne klassieke muziek door de Sovjet-autoriteiten uit 1948. Het werk belandde op de plank en werd vergeten, tot ze in 2009 werden uitgevoerd en vastgelegd vanaf manuscripten teruggevonden in de drie archieven van Schittke.
De vijf preludes en fuga:
1. Prelude in As majeur (moderato)
2. Prelude in a mineur (andante)
3. Prelude in d mineur (presto, prestissimo)
4. Prelude in e mineur (lento)
5. Prelude in d mineur (maestoso, scherzando, tempo I)
6. Fuga in b mineur